# 王魁傳
《王魁传》是宋人傳奇，作者不詳，一說夏噩撰，原本已失傳。今日所見是元代柳贯版《王魁传》。
《王魁传》是寫王魁与敫桂英的愛情故事，在宋朝流傳甚廣。王魁故事在笔记中记载甚多，较早可見张师正《括异志》卷三《王廷評》条，廷評是大理評事的别称，即王俊民狀元及第後的初授官職。至於《王魁传》作者是否為夏噩一直有爭議。
《王魁传》是中國傳統“痴心女遇負心漢”悲劇故事，落魄书生王魁游山东莱州，与歌妓敫桂英邂逅。二人互訴情衷，並定下婚约。日後王魁高中狀元後移情別戀，寫下休書與桂英決絕。桂英閱信後，哀怨絕望，以刀自刎死，化作厲鬼索命。最後王魁自殺死。原本已佚失，罗烨的《醉翁谈录》辛集卷二所载“王魁” 事篇幅较长，结构完整，今日所見版本即是從此文與《永乐大典》所存“梦人跨龙”中輯錄出來。《王魁传》流傳甚廣，明朝王玉峰有《焚香记》，元朝柳贯也作《王魁传》、尚仲贤《海神庙王魁负桂英》。元朝以後更有《王魁負桂英》的戲曲流傳。